# HD 188485
HD 188485，又名BD+23 3829，SAO 87908、HR 7601，是一颗恒星，视星等为5.52，位于銀經61.6，銀緯-1.87，其B1900.0坐标为赤經19h 50m 16.4s，赤緯+24° -1.87′ 26″。